# Apalis
Apalis là một chi chim trong họ Cisticolidae.